# Норри Мэй-Уэлби
Норри Мэй-Уэлби (англ. Norrie May-Welby; при рождении Брюс Норри Уотсон англ. Bruce Norrie Watson; род. 23 мая 1961) — шотландско-австралийский трансгендерный человек, в 2010—2014 годах добивавшийся официального разрешения не являться ни мужчиной, ни женщиной.

## Личная жизнь
Мэй-Уэлби родился в Шотландии с предписанным мужским полом и переехал в Австралию в возрасте 7 лет. Мэй-Уэлби начал трансгендерный переход (который включал гормонотерапию и операции) в 1989 году,, но позже он обнаружил, что не чувствовал себя женщиной, и перестал употреблять гормональные таблетки.
Мэй-Уэлби переехал в Сидней в начале 1990-х годов. В январе 2010 года врачи констатировали, что Мэй-Уэлби не воспринимает себя ни женщиной, ни мужчиной.
Реестр рождений, смертей и браков правительства штата Новый Южный Уэльс признал Мэй-Уэлби персоной, не являющейся ни мужчиной, ни женщиной, с внесением в документы пола как «неопределённый» в начале 2010 года. Однако 17 марта 2010 года реестр отменил своё решение официальным письмом об отказе. В ответ Мэй-Уэлби подал жалобу в Австралийскую комиссию по правам человека и в Апелляционный суд. Апелляционный суд вынес решение в пользу Мэй-Уэлби, но Реестр обжаловал это решение в Верховном суде. В апреле 2014 года Верховный суд постановил, что в пределах полномочий Реестра было изменить пол Мэй-Уэлби на «неопределённый». Суд установил, что «хирургия не решает его гендерную неопределенность». Комментируя четырёхлетнюю битву, Мэй-Уэлби заявил, что «это были качели и карусели, но сейчас я в Википедии».

### Австралийский закон о браке
Мэй-Уэлби и его партнёрша стремятся получить разрешение на брак. Они не могли законно вступить в брак, потому что Мэй-Уэлби является «бесполым», а австралийский закон о браке в то время определял, что брак — это союз между мужчиной и женщиной. Мэй-Уэлби планирует опротестовать это в ООН.